# Rose of Tralee
Rose of Tralee é um filme musical produzido no Reino Unido, dirigido por Germain Burger e com atuações de John Longden, Lesley Brook e Angela Glynne.